# Ojo de Agua de los Maldonado
Ojo de Agua de los Maldonado är en ort i Mexiko.   Den ligger i kommunen Turicato och delstaten Michoacán de Ocampo, i den södra delen av landet, 250 km väster om huvudstaden Mexico City. Ojo de Agua de los Maldonado ligger 781 meter över havet och antalet invånare är 134.
Terrängen runt Ojo de Agua de los Maldonado är lite bergig. Runt Ojo de Agua de los Maldonado är det ganska glesbefolkat, med 25 invånare per kvadratkilometer. Närmaste större samhälle är Cuitzián Grande, 12,7 km öster om Ojo de Agua de los Maldonado. I omgivningarna runt Ojo de Agua de los Maldonado växer huvudsakligen savannskog.